# Tableau (juridisch)
Het tableau is een lijst van personen die gerechtigd zijn het beroep van advocaat uitoefenen. In Nederland is er een landelijke lijst, die wordt bijgehouden door de Nederlandse Orde van Advocaten. Elders is er doorgaans een tableau per balie.
Men kan van het tableau worden geschrapt op eigen aangifte, bijvoorbeeld omdat men niet langer een praktijk wenst te voeren of omdat men een dienstbetrekking heeft gekregen die niet verenigbaar is met het optreden als advocaat. In dat geval kan men doorgaans opnieuw worden ingeschreven als men dat wenst, mits men weer aan alle eisen voldoet. Het komt ook voor dat een advocaat wegens wangedrag van het tableau wordt geschrapt. Dat is dan in principe voor het leven: de jurist zal dan nooit meer als advocaat mogen optreden. Een lichtere maatregel is de tijdelijke schorsing van het tableau.